# Droits LGBT en Afrique du Sud
Pour des articles plus généraux, voir LGBT+ en Afrique du Sud et Droits LGBT.
L'Afrique du Sud a intégré les droits des LGBT dans la déclaration des droits post-apartheid en 1996. Toutefois certains aspects de la législation sont très mal appliqués de fait, notamment en raison d'un contexte politique défavorable, où l'unité de la population contre le colonisateur a pris le pas sur la lutte contre l'homophobie.
Après l'arrêt Ministère de l'Intérieur v. Fourie, l'Afrique du Sud légalise le mariage homosexuel en 2006. Il devient le cinquième pays du monde et le premier pays africain à l'autoriser.